# Edward Albrekt Ollman
Edward Albrekt Ollman, ingenjör född 18 augusti 1813 i Varberg, Halland, död 27 november 1901 i Stockholm, Hedvig Eleonora församling var en svensk industriman. 
Ollman var son till kapten och kommendanten vid Varbergs fästning Adam Gustaf Ollman. Han var elev vid Motala mekaniska verkstad 1831-1834 och därefter ångfartygsmaskinist 1834-1838. Han praktiserade vid olika företag i England 1839-1840 och blev därefter verkmästare vid Nyköpings Mekaniska Verkstad 1841-1843, vid Motala mekaniska verkstads avdelning i Norrköping 1843-1846 och 1846-1856 vid verkstaden i Motala. 1852 deltog han vid grundandet av Norrköpings Bomullsväfveri där han var en betydande aktietecknare och hade planer på att ta över verksamheten där. 1856 företog han en resa till England för att studera textilindustrin där och 1857 bodde han på Gryt i Norrköping där fabriksledningen planerade att anlägga ett spinneri. 1858 erbjöds han i stället posten som överingenjör och föreståndare för Bergsunds mekaniska verkstad, en post han innehade till 1874. Fram till 1897 var han även ledamot av bolagsstyrelsen. Ollman var även ledamot av styrelsen för Teknologiska institutet 1867-1891, ledamot av kommittén angående lönereglering för mynt- och kontrollverken 1875 och ledamot av Stockholms stadsfullmäktige och drätselnämnd 1875-1879. Han blev 1876 ledamot av Kungliga Lantbruksakademien. Ollman ansågs i stor utsträckning ha bidragit till Bergsunds mekaniska verkstads utveckling .